# Iskra Menarini
Iskra Menarini (San Felice sul Panaro, 5 mai 1946) este o cantăreața italiană, cunoscută pentru interpretarea sa vocală din videoclip-ul “Attenti al lupo (Feriți-vă de lup)”, single extras de pe albumul “Cambio (Schimbare)” a lui Lucio Dalla din 1990, și pentru participarea sa la festivalul de la Sanremo din 2009 cu melodia “Quasi Amore (Aproape Iubire)”.

## Biografie
Iskra Menarini sa născut la San Felice sul Panaro pe data de 5 mai 1946, din tată francez de origine italiană, Cesare Menarini, si mamă italiană, Anna Polloni. Ea are, de asemenea, un frate pe nume Sergio, cu patru ani mai in vârstă decât ea. Aici și-a petrecut tinerețea, învățând pentru a deveni tehnic agrar.
La vârsta de 16 ani sa mutat împreună cu familia sa în orașul Sanremo, unde va rămâne timp de 6 ani. Aici și-a început lunga carieră artistică unde a urmat cursuri de chitară clasică, dans și teatru.
A participat la festivalul Castrocaro în anul 1963, fără a reuși să se claseze în fazele finale, dar totuși această experiență i-a dat posibilitatea de a obține un contract cu casa discografică milaneză MRC, care o va face să debuteze anul viitor cu primul său disc, “Quello/Domani Sera (Acela/Mâine seară)”.
La vârsta de 22 de ani sa mutat singură la Bologna pentru a studia canto lirico, unde la cunoscut pe Andrea Mingardi, dar întâlnirea care îi va schimba cu siguranță modul său de a cânta și de a asculta muzica e întâlnirea cu trupa Tombstones, un grup boloniez care o face să descopere muzica rock și cu care va scoate chiar și un disc pentru Cobra Record, “Mi Ripenserai/Capelli al Vento (Mă vei aminti/Păr în vânt)”, cu care participă la Festivalul de muzică de avangardă și de noi tendințe in 1971.
Rămâne în acest grup timp de 10 ani, participând la diverse festivaluri. In acest context, se întâlnește cu Red Ronnie cu care va începe un raport de colaborare, cântând împreună și debutând la Piper Club din Roma.
Apoi cântă in opera rock “Giulio Cesare” scrisă de Jimmy Villotti și se îndreaptă ca stil spre soul și blues și către jazz-ul experimental; în 1978 participă la producția primului album a lui Vasco Rossi “Cosa vuoi che sia una canzone” cu rolul de coristă.
La 63 de ani a participat la festivalul de la Sanremo din anul 2009, stabilind un record ca cel mai vechi participant vreodată la categoria “Noi propuneri”, cu melodia Quasi Amore, scrisă de Lucio Dalla și Marco Alemanno, pe muzica lui Roberto Costa.
A fost și profesoară de canto în cadrul transmisiunii televizive Amici di Maria de Filippi, părăsindu-și locul după scurtă vreme pentru a-și urmări mai bine propria sa carieră muzicală.
În 2009, a colaborat cu Lucio Dalla la ultimul său album, “Angoli nel Cielo (Colțuri de cer)”.
Pentru caritate, a concertat împreună cu mai mulți artiști pentru restaurarea a șapte biserici din Bologna și împreună cu formația “Jails” pentru a strânge fonduri pentru orașul L’Aquila, lovit de cutremur.
În 2013 și-a autoprodus albumul Ossigeno: Un Viaggio nell’Anima (Ossigeno: O călătorie în suflet), la studioul SanLucaSound. Albumul parcurge multe melodii din cariera sa muzicala la un loc cu câteva piese inedite compuse tot de ea și diferite cover-uri în amintirea lui Lucio Dalla. La acest album au colaborat artiști precum Renato Zero, Gianni Morandi, Gigi D’Alessio, Andrea Mingardi, Sabrina Ferilli, Lino Banfi, Stefano di Battista, corul Antoniano, Gergo Morales și Marialuce Monari.
În octombrie 2015 a predat la Artist Academy Talent Reality, academia de televiziune pentru cântăreți concepută și regizată de către maestrul Michael Zurino.

### CURIOZITĂȚI
Iskra în limba rusă înseamnă scânteie și, în sens figurat, talent, menire, har.
Este căsătorită cu Alfredo Parmeggiani, fost boxeur, iar din unirea lor s-a născut Cristiano Parmeggiani.
Timp de 24 de ani a fost solistă pentru Lucio Dalla, pe care l-a urmat în majoritatea turnee-lor sale, în diferite emisiuni televizive și cu care i-a apărut alături în mai multe videoclipuri muzicale, precum Ciao, Attenti al Lupo, Lunedi și Tosca - Amore Disperato.
În afară de Lucio Dalla, a mai colaborat și cu alți cântăreți importanți a panoramei italiane, precum Biagio Antonacci, Gianni Morandi, Luca Carboni, Patti Bravo, Ron, Samuele Bersani, Zucchero și formația Stadio.

## Discografia parțială

### Album-uri
- Album 2013 - Ossigeno : o călătorie în suflet

### 45 Giri
- 1964 - Ce / Maine seara ( MRC , 207 A )
- 1971 - Cred că înapoi / par vânt ( Cobra Records , COB NP 006 , cu o Tombstones)

## Notă
< Referinte / >
Format:DEFAULTSORT : Menarini , Iskra